# Yvan Labéjof
Yvan Labéjof, né le 21 janvier 1938 à Paris et mort le 25 mai 2025 à Fort-de-France,, est un comédien de théâtre, chanteur et metteur en scène antillais français.

## Théâtre

### Comédien
- 1964 : La Tragédie du roi Christophe, d'Aimé Césaire -  Mise en scène : Jean-Marie Serreau
- 1966 : Chant public devant deux chaises électriques d'Armand Gatti -  Mise en scène : Armand Gatti
- 1967 : Une Saison au Congo d'Aimé Césaire -  Mise en scène : Jean-Marie Serreau
- 1968 : Arc-en-ciel pour l'Occident chrétien de René Depestre -  Mise en scène : Jean-Marie Serreau
- 1968 : Les Treize Soleils de la rue Saint-Blais... d'Armand Gatti -  Mise en scène : Guy Rétoré
- 1969 : Une tempête d'Aimé Césaire -  Mise en scène : Jean-Marie Serreau
- 1970 : Madame[5] de Remo Forlani -  Mise en scène : Sandro Sequi
- 1971 : Béatrice du Congo de Bernard Dadié -  Mise en scène : Jean-Marie Serreau
- 1972 : Santé publique de Peter Nichols -  Mise en scène : Jean Mercure
- 1989 : Vivre ou mourir ou la mort de Mara de Vincent Placoly - Mise en scène : José Alpha - Avec : Mayou Luc, Jacques-Olivier Ensfelder, José Exilis.

### Metteur en scène
- 1976 : Solitude, la mulâtresse, d'après André Schwarz-Bart[4].
- 1989 : Black Label[6] de Léon-Gontran Damas, par le Théâtre de la Soif Nouvelle, Martinique-Dom
- 1996 : Le Sud rebelle (Édition La Ceiba, Caracas 1990) / tournée en Martinique avec la compagnie Teat Lari.
- 2000 : Dieu nous l'a donné[7]
- 2008 : Léon-Gontran Damas[8] - Mise en scène d’une lecture de poèmes extraits du recueil Black Label de Léon-Gontran Damas, par Yvan Labejof (metteur en scène et comédien) avec la collaboration du musicien Mario Canonge (pianiste martiniquais).

## Filmographie

### Cinéma
- 1977 : La Chanson de Roland[9] de Frank Cassenti : rôle de Turgis, esclave noir.
- 1978 : Chaussette surprise[10] de Jean-François Davy.
- 1980 : Brigade mondaine : Vaudou aux Caraïbes de Philippe Monnier[11]

### Télévision
- Fort-de-France la singulière[12] de Christian Arti (magazine voyage) : De passage à Fort-de-France, Yvan Labéjof nous entraîne pendant 48 heures sur les traces de son ami Aimé Césaire, dans la vie de cette métropole des Antilles. Diffusion : 3 décembre 9 - France Ô - 20h35.

## Discographie
[réf. nécessaire]

## Distinctions
- Chevalier de l'ordre des Arts et des Lettres [14] (2007).
- Président du jury du Prix Jean-Philippe Matime du documentaire de Martinique 2008[15].

### Archives de l'INA
- Archives INA : La Force de regarder demain[16] (Aimé Césaire une voix pour l'histoire - 29/07/1995 - 51 min 46 s).

### Divers médias
- Théâtre de l'Ouest Parisien : Carnets[17] (1970).